# Dub u Kráčny
Dub u Kráčny byl památný strom nad osadou Pozorka v Kladrubech u Stříbra. Dub letní (Quercus robur) rostl na mezi v mladším porostu při polní cestě nad rybníčkem, přibližně 130 m jihovýchodně od kláštera v nadmořské výšce 400 m. Obvod jeho kmene byl 645 cm a koruna dosahovala výšky 27 m (měření 2000). Chráněn byl roku 2000 pro svůj vzrůst, věk a estetickou hodnotu. Strom odumřel. Ochrana byla zrušena 1. prosince 2023 za účelem skácení.

## Stromy v okolí
- Duby nad Pozorkou
- Dub u Senětické hájenky
- Lípa u Petrova mlýna
- Topol bílý v Pozorce